# Hippocampus abdominalis
El caballito de mar de vientre grande o caballito barrigudo (Hippocampus abdominalis) es un pez de la familia Syngnathidae.
Es uno de los caballitos de mar más grandes que existen, con una longitud de 35 cm.
Se alimenta principalmente de crustáceos, como camarones, y otros animales pequeños que viven entre las algas marinas, como copépodos y anfípodos.
Se encuentra en zonas marinas rocosas. Cuando baja la marea se refugia entre algas en las pozas intermareales. Los individuos juveniles son de medios pelágicos o junto a la deriva de las algas.
Se distribuye alrededor de la línea costera entre Nueva Zelanda y Australia.
Por ser muy grandes y tener una piel suave en comparación a otras especies de caballito de mar, esta especie es aprovechada para su uso en la medicina tradicional china. También suponen un importante comercio como peces de acuario.